# Antonio Arrillaga
Antonio Arrillaga Izaguirre (San Sebastián, 11 de marzo de 1900-ibídem, 15 de junio de 1963) fue un futbolista español que jugaba en la demarcación de defensa. Además fue árbitro de la Primera División de España en la temporada 1935/36.

## Selección nacional
Jugó un total de un partido con la selección de fútbol de España. Lo hizo el 22 de mayo de 1927 en el Estadio Olímpico Yves-du-Manoir en un partido en calidad de amistoso contra Francia que finalizó con un resultado de 1-4 a favor del combinado español.

## Clubes
| Club          | País   | Año         |
| ------------- | ------ | ----------- |
| Real Sociedad | España | 1917 - 1930 |